# Павлоград-1
Павлогра́д-1 — железнодорожный узел в городе Павлоград, Днепропетровская область, Украина; расположен на линии Харьков — Симферополь Приднепровской железной дороги, от станции отходит однопутная электрифицированная (3кВ) ветка к городу Покровску и на Новомосковск.

## Расположение
Железнодорожный узел находится в городе Павлоград; с одной стороны, параллельно железнодорожным путям, проходит Железнодорожный переулок; с другой — Шоссейная улица. За последней протекает речка Приточиловка.
Ближайший переезд через железнодорожные пути — улица Победы.

## История
- 1912 год — по проекту архитектора Басьмана было построено здание железнодорожного вокзала.
- 27 декабря 1965 года — введён в строй восстановленный участок Павлоград — Новомосковск-Днепровский.

## Электропоезда
- Павлоград 1 — Акимовка
- Павлоград 1 — Аксарайская
- Павлоград 1 — Александрия
- Павлоград 1 — Алексеевка[какая?]

## ПДС
- Авдеевка — Киев
  - Киев — Авдеевка
- Харьков — Новоалексеевка
  - Новоалексеевка — Харьков
- Минск — Новоалексеевка
- Минск — Запорожье
- Мариуполь — Харьков
  - Харьков — Мариуполь
- Одесса — Константиновка
  - Константиновка — Одесса
- Николаев — Харьков

## Интересные факты
- Также, в Павлограде существует железнодорожная станция Павлоград-2 — она находится на ветке, отходящей от станции Павлоград-1 к городу Покровску.
- В противоположную сторону эта же ветка идёт на Новомосковск.